# بوروتیتسه (ناحیه پریبرام)
بوروتیتسه (به چکی: Borotice) یک منطقهٔ مسکونی در جمهوری چک است که در ناحیه پریبرام واقع شده‌است.